# CNet
CNet, zapisywane jako c|net – amerykańska strona internetowa dostarczająca recenzje produktów z dziedziny technologii, wiadomości, cen, wideo i podcasty.
Strona internetowa została utworzona w 5 marca 1994 roku przez Halseya Minora, Kevina Wendle’a i Shelby’ego Bonnie. Właścicielem strony było CBS Interactive, które wykupiło ją za 1,8 milarda dolarów. W 2020 roku właścicielem serwisu zostało przedsiębiorstwo Red Ventures, płacąc 500 milionów dolarów.
W 2016 roku strona znajdowała się na 158. pozycji w rankingu Alexa Internet. CNet jest także na pierwszym miejscu listy Top Technology News Websites in the World, prowadzonej przez SimilarWeb.
Dostępna jest również hiszpańska wersja strony.